# Hiranuma Kiichirō
Hiranuma Kiichirō (平沼 騏一郎?, Hiranuma Kiichirō; Tsuyama, 28 settembre 1867 – Tokyo, 22 agosto 1952) è stato un politico giapponese che ha ricoperto l'incarico di Primo ministro del Giappone dal 5 gennaio al 30 agosto 1939.
Ritenuto corresponsabile di molti crimini commessi dal fascismo giapponese, nel 1948 fu condannato all'ergastolo a seguito del processo di Tokyo.